# Хонда (футбольный клуб)
«Хонда» (яп. ホンダFC, англ. Honda F.C.) — японский футбольный клуб из города Хамамацу, в настоящий момент выступает в Японской футбольной лиге, четвёртом по силе дивизионе страны.

## История
Клуб был основан в 1971 году под названием «Хонда Мотор», являясь заводской командой компании Honda. В 1975 году клуб дебютировал во Втором дивизионе Японской футбольной лиги (в то время второй по уровню лиги Японии), а в 1981 вышел и в Первый дивизион. Лучшими сезонами клуба стали чемпионаты 1985/1986 и 1990/1991 годов, когда «Хонда Мотор» смогла стать 3-й. В кубковых соревнованиях Японии конца 1980-х и начала 1990-х команда также добивалась успехов, регулярно выходя в полуфиналы, а в последнем на сегодняшний день для клуба розыгрыше Кубка японской лиги 1990/1991 он вышел в финал.
В начале 1990-х годов с образованием Джей-лиги перед клубом стал вопрос о приобретении профессионального статуса и включения в состав Джей-лиги. Но руководство клуба решило этого не делать, что повлекло за собой уход из команды многих игроков.
В  1999 году была образована современная Японская Футбольная Лига, бессменным участником которого и стала «Хонда». Она неоднократно становилась первой в ней, но так и не была повышена в Джей-лигу из-за неминуемой в этом случае потере поддержки компании Honda. За подобные достижения и невозможность повышения в классе команду прозвали «привратником Джей-лиги».

## Результаты в Японской футбольной лиге
- 1999: 2-е
- 2000: 2-е
- 2001: 1-е
- 2002: 1-е
- 2003: 2-е
- 2004: 2-е
- 2005: 5-е
- 2006: 1-е
- 2007: 5-е
- 2008: 1-е
- 2009: 7-е
- 2010: 4-е
- 2011: 6-е
- 2012: 5-е